# Nyssen-van-Bogaert-Syndrom
Das Nyssen-van-Bogaert-Syndrom ist eine sehr seltene angeborene neurodegenerative Erkrankung mit den Hauptmerkmalen einer Atrophie verschiedener Hirnnervenkerne.
Synonyme sind: pigmentierte Form der orthochromatischen Leukodystrophie; lateinisch Atrophia optico-cochleo-dentata Nyssen-van-Bogaert; Dentatus-Optikus-Kochlearis-Atrophie; französisch Dégénérescence optico-cochléo-dentelée
Die Bezeichnung bezieht sich auf die Erstautoren der Erstbeschreibung aus dem Jahre  1934 durch den niederländischen Neurologen Réne Nyssen (1891–1972) und den belgischen Neuropathologen Ludo van Bogaert (1897–1989).
Die Erkrankung wird zu den Heredoataxien gezählt, als pigmentierte Form der orthochromatischen Leukodystrophie angesehen oder den Multiplen Systematrophien zugeordnet.
Möglicherweise wird der Begriff nicht einheitlich verwendet.

## Pathologie
Zugrunde liegt eine Atrophie des Nucleus dentatus, des Nervus opticus und des Nucleus cochlearis.

## Klinische Erscheinungen
Klinische Kriterien sind:
- Krankheitsbeginn meist vor dem 15. Lebensjahr
- Neurodegeneration mit muskulärer Dystonie, Muskelhypotonie - bis -atonie, später Rigor und Spastik
- Abbau der Statomotorik
- Visusverlust infolge der Optikusatrophie und externen Ophthalmoplegie
- Hörverlust
- Intelligenz- und Sprachabbau

## Differentialdiagnose
Abzugrenzen sind erbliche Formen der spinozerebelären Ataxie.